# Copa de España veldrijden 2019
De Copa de España veldrijden 2019 is de vierde editie van de Spaanse Beker Veldrijden. Het regelmatigheidscriterium van de Koninklijke Spaanse Wielerbond omvatte zes wedstrijden.

## Podia
| Categorie     | Winnaar        | Tweede         | Derde            |
| ------------- | -------------- | -------------- | ---------------- |
| Mannen elite  | Ismael Esteban | Felipe Orts    | Kevin Suárez     |
| Vrouwen elite | Aida Nuño      | Lucía González | Paula Díaz López |

## Wedstrijdschema
| Nr | Datum      | Cross         | Winnaar                | Leider         | Winnares       | Leidster       |
| -- | ---------- | ------------- | ---------------------- | -------------- | -------------- | -------------- |
| 1  | 26-10-2019 | Llodio        | Felipe Orts            | Felipe Orts    | Lucía González | Lucía González |
| 2  | 27-10-2019 | Elorrio       | Felipe Orts            | Felipe Orts    | Lucía González | Lucía González |
| 3  | 10-11-2019 | Karrantza     | Kevin Suárez Fernández | Ismael Esteban | Aida Nuño      | Lucía González |
| 4  | 17-11-2019 | Alcobendas    | Iván Feijoo            | Ismael Esteban | Aida Nuño      | Aida Nuño      |
| 5  | 01-12-2019 | Pontevedra    | Ismael Esteban         | Ismael Esteban | Lucía González | Aida Nuño      |
| 6  | 15-12-2019 | Stad Valencia | Felipe Orts            | Ismael Esteban | Lucía González | Aida Nuño      |

## Eindstand

### Mannen elite
| Pos. | Renner                          | Ploeg                         | LLO | ELO | KAR | ALC | PON | VAL | Punten |
| ---- | ------------------------------- | ----------------------------- | --- | --- | --- | --- | --- | --- | ------ |
| 1    | Ismael Esteban                  | C.D. Abegon Sport             | 2   | 5   | 2   | 2   | 1   | -   | 97     |
| 2    | Felipe Orts                     | Teika UCI Team                | 1   | 1   | -   | -   | -   | 1   | 75     |
| 3    | Kevin Suárez Fernández          | Nesta Skoda Alecar CX Team    | 3   | 6   | 1   | -   | -   | 2   | 71     |
| 4    | Iván Feijoo (O23)               | Nesta Skoda Alecar CX Team    | -   | -   | 4   | 1   | 2   | 9   | 66     |
| 5    | Xabier Murias Garcia (O23)      | Gela Pedagogikoa A.C. Y Depor | 7   | 7   | 5   | 3   | 4   | 10  | 66     |
| 6    | Mario Junquera San Millan (O23) | Arrueda Cyclocross Team       | 11  | -   | 6   | 7   | -   | 5   | 36     |
| 7    | Dieter Vanthourenhout           | Pauwels Sauzen-Bingoal        | 10  | 4   | 3   | -   | -   | -   | 36     |
| 8    | Aitor Hernández                 | Ermuko T.E.                   | 6   | 14  | 7   | 4   | -   | -   | 35     |
| 9    | Diether Sweeck                  | -                             | 4   | 2   | -   | -   | -   | -   | 34     |
| 10   | David Menut                     | Greuxe-Oxygene                | 5   | 3   | -   | -   | -   | -   | 28     |
| 15   | Clément Russo                   | -                             | -   | -   | -   | -   | -   | 3   | 16     |
| 16   | Andrew Juiliano                 | -                             | -   | -   | -   | -   | 3   | -   | 16     |

| Legenda | Legenda | Legenda | Legenda  | Legenda  | Legenda         | Legenda              |
| ------- | ------- | ------- | -------- | -------- | --------------- | -------------------- |
| 1e plek | 2e plek | 3e plek | 4 t/m 25 | afgelast | niet uitgereden | - (niet deelgenomen) |

### Vrouwen elite
| Pos. | Renner                       | Ploeg                           | LLO | ELO | KAR | ALC | PON | VAL | Punten |
| ---- | ---------------------------- | ------------------------------- | --- | --- | --- | --- | --- | --- | ------ |
| 1    | Aida Nuño                    | Rio Miera-Cantabria Deporte     | 2   | 3   | 1   | 1   | 2   | 2   | 126    |
| 2    | Lucía González               | Nesta CX Team                   | 1   | 1   | 2   | -   | 1   | 1   | 120    |
| 3    | Paula Diaz Lopez (O23)       | Rio Miera-Cantabria Deporte     | 9   | 8   | 11  | 2   | 3   | 4   | 70     |
| 4    | Irene Trabazo Bragado (O23)  | C.C. XSM                        | 13  | 13  | 5   | 3   | 4   | 5   | 60     |
| 5    | Sandra Trevilla Samperio     | Rio Miera-Cantabria Deporte     | -   | 9   | 3   | 6   | -   | 6   | 43     |
| 6    | Paula Suarez Chasco (O23)    | Laboral Kutxa-Fundacion Euskadi | -   | 15  | 7   | 5   | 5   | 10  | 40     |
| 7    | Manon Bakker (O23)           | -                               | 4   | 2   | -   | -   | -   | -   | 34     |
| 8    | Joyce Vanderbeken            | -                               | 3   | 4   | -   | -   | -   | -   | 30     |
| 9    | Sara Cueto Vega              | Arrueda Cyclocross Team         | -   | -   | 4   | 8   | -   | 12  | 26     |
| 10   | Jordina Muntadas Vilasis     | Santvi Club Ciclista            | 15  | -   | 8   | 9   | -   | 8   | 24     |
| 16   | Sofia Rodriguez Revert (O23) | Sopela Women's Team             | -   | -   | -   | -   | -   | 3   | 16     |

## Puntenverdeling per wedstrijd
De rijders verdienden punten aan de hand van de volgende tabel.
| Positie | 1  | 2  | 3  | 4  | 5  | 6  | 7 | 8 | 9 | 10 | 11 | 12 | 13 | 14 | 15 | telt niet |
| Punten  | 25 | 20 | 16 | 14 | 12 | 10 | 9 | 8 | 7 | 6  | 5  | 4  | 3  | 2  | 1  | 0         |

Kampioenschappen:  Wereldkampioenschappen ·
 Europese kampioenschappen ·
 Belgische kampioenschappen ·
 Nederlandse kampioenschappen
Klassementen:  Wereldbeker ·
 Superprestige ·
 DVV Verzekeringen/IJsboerke Trofee ·
 EKZ CrossTour ·
 TOI TOI Cup ·
 Coupe de France ·
 Copa de España ·
 New England Series
Overig:  Ethias Cross ·
 Rectavit Series
Geen UCI-cat.:  Giro d'Italia Ciclocross
2016 · 2017 · 2018 · 2019 · 2020 · 2021 · 2022 · 2023 · 2024